# 時事新報論集
「時事新報論集」（じじしんぽうろんしゅう）は新聞『時事新報』に掲載された社説および漫言を集めた本である。現行版『福澤諭吉全集』の第8巻から第16巻までを占める。現行版全集の第1巻から第7巻までは福澤の署名作品を集めた本であるのに対して、「時事新報論集」に収録された論説はその大部分が無署名のものである。

## 名称
| 全集の種類             | 巻            | 名称         | 収録数 |
| ---------------------- | ------------- | ------------ | ------ |
| 大正版『福澤全集』     | 第8巻〜第10巻 | 時事論集     | 0224編 |
| 昭和版『続福澤全集』   | 第1巻〜第5巻  | 時事論集     | 1246編 |
| 現行版『福澤諭吉全集』 | 第8巻〜第16巻 | 時事新報論集 | 1553編 |

大正版『福澤全集』および昭和版『続福澤全集」では単に「時事論集」と呼ばれている。これは大正版全集第8巻に『時事新報』以外の『郵便報知新聞』掲載の社説「國会論」が収録されているためである。現行版『福澤諭吉全集』では「國会論」が第5巻に移動されて全ての論説が『時事新報』に掲載されたものになったため、「時事論集」から「時事新報論集」へ改名された。

## 背景
静岡県立大学国際関係学部助教の平山洋は「現行の二一巻本『福沢諭吉全集』（岩波書店刊、以下現行版）のうち九巻を占める「時事新報論集」が全体として研究の対象とされたことは、これまでまれであったといってよい」と述べている。そして、その原因として以下の二つの理由を挙げている。
1. 一つ目の理由は、「『時事新報』論説は読むに値しないものとされてきた」ことである[2]。「時事新報論集」にはアジア蔑視論やアジア侵略論とも解釈されうる「脱亜論」のような社説が収録されていて悪名高いため、研究対象として取り上げられることが少なかったのである。
2. 二つ目の理由は、数が多すぎることである。現行版全集には全体として1553編もの論説が収録されていて、『福澤諭吉全集』全21巻のうち9巻を占めているので、第1巻から第7巻までの7巻を占める署名作品よりも多いことになる。

そして「残された論説はもっぱら福沢批判者が、彼をおとしめる材料を探すために読んできたといってよい」と記している。例えば、「脱亜論」は1951年（昭和26年）に遠山茂樹が福澤をアジア侵略を主張した侵略的絶対主義者として批判するために再発見した論説である。

## 概要
『時事新報』創刊以降の福澤諭吉の著作はいったん論説や寄書またはエッセイとして『時事新報』に掲載された後、福澤の署名を付して単行本化された。そして明治版『福澤全集』は福澤の署名著作のみを集めたものであるので、『時事新報』の無署名論説は収録されていない。平山は明治版全集が時事新報論集を含まないことを重視して、このことは明治版全集を編纂した福澤自身が時事新報論説を自分の作品として後世に残すことを望まなかったことを意味していると解釈している。
大正版『福澤全集』では第8巻から第10巻に『時事新報』の論説を「時事論集」として初めて収録した。編纂者は『時事新報』主筆を務めた石河幹明である。石河は社説執筆の参考にするため福澤執筆の論説の主要なものを「抄写」して手元に置いておき、その「抄写」から論説を選択したと記している。収録された論説は全部で224編である。
昭和版『続福澤全集」では大正版の残りの論説を第1巻から第5巻に「時事論集」として収録した。そのため大正版と昭和版で重複している論説はない。編纂者は大正版と同じく石河幹明である。石河は論説の選択基準を記していないため、どのようにして福澤の論説を選択したのか不明である。収録された論説は全部で1246編である。
現行版『福澤諭吉全集』では第8巻から第16巻に「時事新報論集」として収録されている。編纂者は富田正文と土橋俊一である。これは大正版と昭和版の論説を合併し、さらに新発見の論説といっしょに時系列で収録したものである。新発見の論説は83編であるので、全体として1553編となる。大正版と昭和版に含まれる論説については、大正版と昭和版のものをそのまま引き継いでいるだけで、独自の選択判断の基準は提示されていない。編纂者は時事新報論説の採録基準について次のように記している。

## 『修業立志編』との関係
『修業立志編』は1898年（明治31年）に発行された福澤の署名著作で、『時事新報』に掲載された福澤の社説や演説、エッセイを集めたものである。石河の大正版『福澤全集』「端書」によると、『時事新報』に掲載された福澤の論説はすべて「時事論集」中に収録されているので、『修業立志編』自体は単独の著作としては大正版全集に収録されていないとされている。編纂者の石河は「慶応義塾編纂の『修業立志論（ママ）』に載て居る文章は、本集『時事論集』中の各篇に分載せるを以て、別に一冊として収録せず」と記している。
現行版『福澤諭吉全集』においても同様に『時事新報』に掲載された論説はすべて「時事新報論集」に収録されているので、『修業立志編』は単独の著作としては収録されていない。編纂者は『修業立志編』と「時事新報論集」との関係について次のように記している。
これらの注記に記された編集方針は実際には異なり、『修業立志編』に収録された全42編の中で、9編が大正昭和版全集にも現行版『福澤諭吉全集』にも未収録である。すなわち、これらの9編は福澤の署名がある『修業立志編』に収録されたにもかかわらず、今までに発行されたどの福澤全集にも未収録となっている。

## 執筆者
論説の執筆者に関しては『時事新報』創刊号の「本紙發兌之趣旨」に以下のように記されている。
すなわち「論説は主に社員が執筆するが、ときどき福澤や小幡篤次郎が立案したり検閲をしたりすることもある」というシステムである。この文章によると福澤自身は論説を執筆するとは記されていないが、実際は多くの論説を執筆している。福澤自身の草稿が残されている論説は「福澤諭吉直筆草稿残存社説目録」に掲載されている。
このようなシステムのため、「時事新報論集」に収録されている論説は必ずしも福澤自身が執筆したものではない。さらに『時事新報』の社説は福澤本人および掲載時点での主筆が回り持ちで執筆したものであり、ほとんどが無署名であるため、執筆者の判定は難しい。『福沢諭吉の真実』の中で平山洋は社説を次のように分類している。
| カテゴリー | 分類                 | 立案者 | 起稿者 | 説明                                             |
| ---------- | -------------------- | ------ | ------ | ------------------------------------------------ |
| Ⅰ          | 「福沢真筆」         | 福沢   | 福沢   | 福沢が立案して執筆した                           |
| Ⅱ          | 「福沢立案記者起稿」 | 福沢   | 記者   | 福沢が立案して、社説記者が起稿し、福沢が添削した |
| Ⅲ          | 「記者立案福沢添削」 | 記者   | 記者   | 社説記者が立案して起稿し、福沢が添削した         |
| Ⅳ          | 「記者執筆」         | 記者   | 記者   | 社説記者が立案して起稿し、福沢は無関与           |

たとえば、現行版第16巻に掲載されている大逆事件に関連する社説の6編は、福澤の死後に掲載されたもので、執筆者は石河幹明であるため、カテゴリーIVである。また、福澤が脳溢血に倒れた1898年（明治31年）9月26日以降の社説78編は、全て石河が執筆したものであり、「先生病後篇」と題されて昭和版に収録されている。この「先生病後篇」の論説はカテゴリーIでは有り得ないため、カテゴリーII・カテゴリーIII・カテゴリーIVのいずれかの可能性があることになる。石河の「附記」によると「先生病後篇」の論説は全てカテゴリーIIのものとなる。しかし、平山の調査によると、脳溢血の発病後、福澤は失語症になったため弟子に意思を伝えるのは困難であり、福澤発案のカテゴリーIIではなかったと考えられる。
福澤の晩年において論説がどのように執筆されていたかを、福澤自身が1899年（明治32年）に出版された『福翁自伝』の中で以下のように述べている。
この証言によると、福澤は晩年の1899年（明治32年）になるとほとんど論説を執筆しなくなっていて、もし執筆した場合でもカテゴリーIIの論説が多かったことになる。

## 執筆者再認定方法
1996年（平成8年）に、大妻女子大学比較文化学部教授の井田進也が『福澤諭吉全集』収録の「時事新報論説」に福澤執筆以外のものがあることを初めて指摘した。井田は引き続き『思想』や『近代日本研究』、『福沢手帖』などに関連する論文を発表し、2001年（平成13年）12月に発行された『歴史とテクスト』にまとめられた。
井田の執筆者再認定方法は「井田メソッド」と呼ばれている。それは、まず執筆者が執筆したことが確実な論説を収集し、執筆者に特有の語彙や言い回し、単語、熟語などの表現を選び出し、その表現を無署名論説の文章の表現と比較し、どの程度表現に合致するかどうかを判定し、合致する順番でAからEまでのレベルに分類するものである。

## 評価
名古屋大学名誉教授の安川寿之輔は、現行版『福澤諭吉全集』の中から「アジアへの蔑視・偏見・マイナス評価」等と考えられる文章を選び出し、『福沢諭吉のアジア認識』にまとめている。安川によれば「アジアへの蔑視・偏見・マイナス評価」と考えられる文章は全部で79例あり、その中で現行版全集の第1巻から第7巻の福澤署名著作からは6例、全集の第8巻から第16巻の「時事新報論集」から66例、全集の第17巻および第18巻の「書幹集」から4例であった。平山によると、福澤署名著作からの6例および「書幹集」から4例の合計10例に関しては「その多くは蔑視ではなく単なる批判と解釈されるべき表現である」と解釈されている。さらに「時事新報論集」からの66例に関しては福澤真筆と確認できるのは4例だけで、それら4例も「文明政治の六条件」をどの程度満たすかどうかを基準としたもので、蔑視ではなく批判と解釈されるものであると記している。
慶應義塾福澤研究センター専任講師の都倉武之は、『時事新報』論説の執筆者認定論争は福澤全集の問題点を明らかにした点で意味があったと述べている。
この論争を積極的に総括するとすれば、福沢全集の『時事』論説が、実は石河幹明によって選ばれた一部だけを収録した、いわば『時事』論説のダイジェスト（より正確に言えば、石河の考えるところのダイジェスト）であることを気付かせたという点において実に有意義であったと思う
そして、今後の課題として、
今後福沢全集を編むことがあるならば、紙面に掲載後「福沢諭吉立案」として単行本化され福沢生前の全集にも入っている『時事』論説以外は収録せず、別に「時事新報論説集」を編み、論説を全日分収録するのが最も適切な扱い方であると思う
と提案している。